# Olivier Maingain
Olivier D.A.Gh. Maingain est un homme politique belge né le 3 août 1958 à Woluwe-Saint-Lambert. Il est député fédéral de 1991 à 2019. De 1995 à novembre 2019, il est le président du parti DéFI. Il cède sa place le 1er décembre 2019 à François De Smet. Il fonde le parti LIB.RES le 24 avril 2025.
Il est actuellement bourgmestre de la commune de Woluwe-Saint-Lambert (Bruxelles).

## Biographie
Olivier Maingain est né à Bruxelles de mère flamande,, et de père wallon. Son père, Roger Maingain, était fonctionnaire de l'État.
Olivier Maingain obtient une licence en droit à l'Université libre de Bruxelles, il devient avocat en 1982. En 1983, il devient président des Jeunes FDF. En 1986, il obtient un diplôme de l'Université d'Utrecht aux Pays-Bas.
Il obtient son premier poste électif en 1988, lorsqu'il est élu conseiller communal de la Ville de Bruxelles. Il devient député régional bruxellois en 1989 et député fédéral, de 1991 à 2019.
En 1995, il devient président du Front démocratique des francophones avec le soutien d’Antoinette Spaak et est resté président de ce parti jusqu’au 30 novembre 2019. Il passe le flambeau, le 1er décembre 2019, à François De Smet lors d'un Congrès électoral organisé à Bruxelles.
Premier parti bruxellois dans les années 1970, le FDF se fédère en 1993 avec le Parti réformateur libéral qui devient le Mouvement réformateur en 2002.
En 2006, lors des élections internes du parti, Didier Gosuin annonce sa candidature face à Olivier Maingain qui brigue un nouveau mandat, mais il finit par y renoncer, permettant la réélection de Maingain avec 79,9 % des voix.
Le 8 octobre 2006, Olivier Maingain remplace Georges Désir comme bourgmestre de Woluwe-Saint-Lambert : sa liste du bourgmestre remporte le combat qui l'opposait à l'échevine dissidente Danielle Caron et Cap Woluwe.
Aux élections législatives fédérales de 2007, Olivier Maingain culmine dans l'arrondissement de Bruxelles-Hal-Vilvorde, avec plus de 45 000 voix de préférence. Il devance ainsi Laurette Onkelinx (Parti Socialiste), 33 549 voix, et Joëlle Milquet (Centre démocrate humaniste) 33 443 voix.
En janvier 2010, il présente un nouveau logo pour son parti qui change également de nom pour devenir Fédéralistes démocrates francophones.
Aux élections législatives fédérales de 2010, Olivier Maingain recueille 62 988 voix de préférence, meilleur score à la Chambre dans l'arrondissement de Bruxelles-Hal-Vilvorde.
Lors des élections communales de 2012, il est réélu bourgmestre de Woluwe-Saint-Lambert.
En novembre 2015, son parti devient le parti DéFI - Démocrate fédéraliste indépendant.
En 2014, il réclame la création d'une commission d'enquête parlementaire pour enquêter sur d'éventuelles pressions exercées par le gouvernement français en 2010 sur le Sénat belge. Le gouvernement français, alors en négociation avec le gouvernement kazakh sur des contrats d’armement, aurait accepté en contrepartie de ces contrats d’intercéder en faveur de trois oligarques poursuivis en Belgique, qui ont alors bénéficié d'une loi d'exception votée à la hâte. « Je connais les liens extrêmement étroits entre M. Sarkozy et nombre de parlementaires libéraux belges. S'il est avéré que le pouvoir législatif belge a été instrumentalisé par le pouvoir sarkozyste, pour, in fine, conclure un marché de vente d'hélicoptères, alors c'est un scandale d’État ».

## Politique
En tant que président d'un parti né en réaction à l'extrémisme de certains défenseurs de la cause flamande, Olivier Maingain se présente comme le défenseur naturel de la cause francophone. Malgré ses prises de position démocratiques, certains néerlandophones le considèrent comme un extrémiste,.

Dans une interview accordée au Soir, Olivier Maingain analyse les causes du blocage des négociations en vue de former un gouvernement et estime que la ruse avec le nationalisme dont sont tentés certains négociateurs en est une. 

« On ne bloque pas le pays quand on sert la démocratie »

Il appelle aussi les francophones à ne pas fuir et à défendre les valeurs démocratiques contre la N-VA,.
Il salue l'élection du libéral Emmanuel Macron à l'élection présidentielle française de 2017 : « Grâce à la lucidité d’Emmanuel Macron et à la clairvoyance des Français, la France représente l’espoir pour toute l’Europe. Les vieilles idéologies sont épuisées ! »
Il annonce quitter DéFI en décembre 2024 en opposition à la direction prise par Sophie Rohonyi lors des négociations en vue de former un gouvernement régional à la suite des résultats des élections régionales belges à Bruxelles. Par la suite, en avril 2025, il lance un nouveau parti, Lib.res.

## Divers
Olivier Maingain est Commandeur de l'Ordre de Léopold.